# Grabarje (żupania brodzko-posawska)
Grabarje – wieś w Chorwacji, w żupanii brodzko-posawskiej, w gminie Podcrkavlje. W 2011 roku liczyła 286 mieszkańców.